# Mesdra

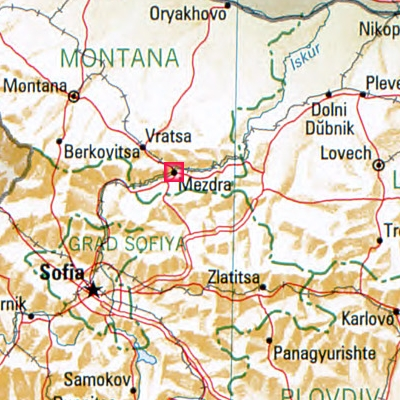
Mesdra (rotes Viereck) in Bulgarien – Nachbarorte: Wraza, Berkowiza, Montana, Sofia, Slatiza, Lowetsch, Dolni Dabnik

Mesdra (bulgarisch: Мездра) ist eine im Nordwesten Bulgariens liegende Stadt und Teil der Oblast Wraza. Sie liegt im westlichen Balkangebirge, 14 km südöstlich von Wraza. Durch die Stadt fließt der Fluss Iskar. Unmittelbar südlich der Stadt durchschneidet der von Süden kommende Fluss das Balkangebirge in einer tiefen Felsschlucht.

## Geschichte
Obwohl die Region seit Urzeiten ununterbrochen besiedelt war, blieb Mesdra ein kleines Dorf, das bei der ersten Volkszählung im Fürstentum Bulgarien am 1. Januar 1881 nur 86 Einwohner hatte, 1888 nur 76 Einwohner in 17 Haushalten. Und das, obwohl 1887 eine Brücke über den Iskar gebaut wurde, die Sofia mit Wraza verband. Im damaligen Bezirk Wraza war Mesdra das drittgrößte Dorf.
Erst der Baubeginn der Eisenbahnlinie von Sofia in die Stadt Roman brachte 1893 die Wende. Mit dem Ausbau der Infrastruktur kam auch der wirtschaftlichen Aufschwung von Mesdra. Vier Jahre lang kamen Hunderte von Arbeitern aus dem ganzen Land, um Gleise zu verlegen, Tunnel und Brücken zu bauen und die Straßen auszubessern.
Mit der Eröffnung der Eisenbahn am 20. Februar 1897 wurde der Ort zu einem wichtigen Verkehrsknotenpunkt und die Bevölkerung wuchs allmählich. Zur Einweihung der Bahnlinie durch den Metropoliten Konstantin waren Ferdinand I. von Bulgarien und seine Gattin Marie Louise von Bourbon-Parma und der Ministerpräsident Bulgariens Konstantin Stoilow mit dem Zug aus Sofia angereist, sowie der zu dieser Zeit in Bulgarien weilende serbische König Alexander I. von Serbien. Nordwestbulgarien lässt sich per Bahn nur über die Bahnstrecke bei Mesdra erreichen. Hier trennen sich die Bahnstrecken Sofia–Widin und Sofia–Russe/Warna.
1900 hatte der Ort 311 Einwohner und 1920 waren es 1015 Einwohner. Nach dem Ersten Weltkrieg siedelten die bulgarische Flüchtlinge aus dem westmakedonische Kičevo hier an (siehe Makedonische Bulgaren) die eigene Kultur- und Bildungsvereine gründeten.
Mesdra wurde 1950 zur Stadt erklärt. Bereits vorher hatte Mesdra aber das Erscheinungsbild einer Kleinstadt. Die Stadtarchitekten, die in Deutschland studiert hatten, gaben dem Dorf einen westeuropäischen Stil.
Seit 2006 ist die Stadt Namensgeber für den Mezdra Point, eine Landspitze von Snow Island in der Antarktis.

### Festung Kaleto
Die Festung Kaleto liegt am Stadtrand, am Ufer des Iskar, südlich des Bahnhofs, 15 Minuten Fußweg vom Stadtzentrum entfernt. Die Festung wurde im Laufe der Geschichte mehrmals zerstört und wieder aufgebaut. Die Fundamente der Festung wurden nach der Bauart der Römer gebaut, die Festungsmauern stammen jedoch aus der altbulgarischen Epoche. Die Ruinen der Festung Kaleto, aus dem 16. Jahrhundert, sind die am besten erhaltenen Ruinen der Region.
In der Umgebung der Festung stammen die ältesten archäologischen Funde aus dem 5. bis 6. Jahrtausend v. Chr. – Keramik, Pfeilspitzen, Lehmgewichte für Webarbeiten, Feuersteinbohrer für Holzarbeiten, ein bearbeitetes Hirschgeweih, zwei Lehmöfen, von denen einer jedoch bei Raubgrabungen zerstört wurde. Eine befestigte Siedlung stand hier bereits am Ende der Kupfersteinzeit im 6. Jahrtausend v. Chr.
Die archäologischen Funde zeigen eine wechselnde Besiedlung durch den thrakischen Stamm der Triballer, den eindringen Bastarnen und dem eindringenden keltischen Volksstamm der Skordisker. Nach dem 1. Jahrhundert  wurde die Siedlung und ganz Mösien vom Römischen Reich erobert.
Der ursprüngliche, römische Festungsbau stammt aus dem 2. Jahrhundert n. Chr. Es handelte sich jedoch nicht um eine Militärgarnison, sondern um eine Polizeiwache. Hier kreuzten sich die wichtigsten Wege der römischen Provinz Mösien und die wichtigste Verbindungsstraße zwischen den römischen Provinzen Mösien und Thrakien, die durch den Iskardurchbruch (Iskarski Prolom; bulg. Искърски пролом oder Искърското дефиле) durch das Balkangebirge verlief.
Im 2. bis 3. Jahrhundert n. Chr. entstand neben der Festung eine Siedlung mit einem römischen Heiligtum. Unter anderem wurde von den Archäologen ein Medaillon von Kaiser Severus Alexander (222–235) gefunden, von dem es weltweit nur drei Exemplare gibt. Die Verleihung eines solchen Medaillons war eine der höchsten Auszeichnung. Auch eine Goldmünze (Aureus) des gleichen Kaisers wurde hier 2006 gefunden. Sie wiegt sechs Gramm. Ihre Vorderseite ziert ein Porträt von Severus Alexander und auf der Rückseite ist der Gott Mars mit einem Lorbeerkranz abgebildet. Die Archäologen nehmen an, dass es sich bei der Münze um ein Geschenk an das Heiligtum handelt, das damals auf diesem Hügel stand. Die gefundene Münze war nicht im Umlauf.
Hier verlief auch die Sprachgrenze durch die römischen Provinzen auf der Balkanhalbinsel. Westlich davon wurde lateinisch gesprochen, östlich davon griechisch.
Die archäologischen Grabungen in der Umgebung der Festung waren vor 20 Jahren abgeschlossen worden, wurden aber 2008 erneut aufgenommen.
In der Nähe des Dorfes Ljuti wurde in den ersten Jahrzehnten nach der konstantinischen Wende (313; zwangsweise Einführung des Christentums) eine Episkopal-Basilika errichtet (Episkop = Bischof; siehe auch Episkopalkirche). Diese Basilika war mit 28 × 16 m für die damalige Zeit rechts groß. Die Wandmalereien belegen der Übergang von der dreidimensionalen Darstellung zur, für die östliche orthodoxe Kirche, charakteristischen Reliefdarstellung der Symbole (Lamm, Fisch, Taube usw.).

## Wirtschaft
Die Lage an der wichtigen Eisenbahnverbindung Sofia–Warna begünstigt die wirtschaftliche Entwicklung von Mesdra. Es gibt in der Stadt Steinbrüche, Ziegelfabriken und Brauereien.

## Gemeinde Mesdra
Die Gemeinde Mesdra ist 519 km² groß und umfasst die Stadt Mesdra, sowie die folgenden 27 Dörfer: Bodenez, Brusen, Darmanzi, Dolna Kremena, Elisejna, Gorna Beschowiza, Gorna Kremena, Ignatiza, Kalen, Krapez, Kreta, Lik, Ljutibrod, Ljutidol, Morawiza, Oselna, Oslen Kriwodol, Otschindol, Rebarkowo, Ruska Bela, Slidol, Staro Selo, Swerino, Tiptscheniza, Warbeschniza, Zakoniza, Zarewez.
Der größte Teil der Fläche wird landwirtschaftlich genutzt oder ist von Wäldern bedeckt. Von den 195 km² sind 25 km² Nadelwälder und 21 km² Laubwälder. Es überwiegen Grauerde-Böden, die sich für den Anbau von Futtergetreide eignen. Die mittlere Meereshöhe der Gemeinde beträgt 270 m. Das Bodenrelief ist halb-gebirgig.

## Kultur
Der Stadtfeiertag findet alljährlich am 6. Mai statt. Ebenfalls im Mai werden die Kulturtage „Mesdra-Mai“ gefeiert.
Die Kirche „Sweti Georgi Pobedonosez“ (Heiliger Georg) wurde 1930 bis 1932 erbaut, hauptsächlich von Spenden der Erben des Fabrikanten Georgi Balbanow. Die Tschitalischte „Prosweta“ wurde 1925 gegründet. Seit 1971 gibt es eine Galerie. Im Haus des Eisenbahners ist ein Museum, das der Geschichte der Eisenbahn gewidmet ist.
Der Fußballklub der Stadt heißt Lokomotive Mesdra.

## Sehenswürdigkeiten
In der Schlucht des nahegelegenen Iskardurchbruchs, unmittelbar am Fluss und umgeben von den hohen Wänden der Felsenschlucht, steht Kloster Tscherepisch (bulg. Черепишки манастир), das im 14. Jahrhundert, während der Zeit des Zweiten Bulgarnreiches, erbaut wurde.

## Partnerstadt
- Mammola (in der Metropolitanstadt Reggio Calabria, die Nachbargemeinde von Agnana Calabra), Italien

## Persönlichkeiten
- Peko Takow (1909–2001), Politiker
- Zwetan Genkow (* 1984), Fußballspieler
- Mitko Zenow (* 1993), Leichtathlet